# يوري فالين
يوري فالين (مواليد 2 أبريل 1937) هو لاعب كرة قدم. لعب مع منتخب الاتحاد السوفييتي لكرة القدم. سبق له أن لعب في كأس العالم لكرة القدم مع منتخب بلاده.

## روابط خارجية
- يوري فالين على موقع الاتحاد الدولي (مؤرشف)  (الإنجليزية)
- يوري فالين على موقع قاعدة بيانات كرة القدم.إي يو (الإنجليزية)
- يوري فالين على موقع ناشيونال فوتبول تيمز (الإنجليزية)